# Antal János (költő)
Antal János (Budapest, 1907. október 17. – Szovjetunió, 1943. december) magyar költő, író, újságíró.

## Életútja
Emigráns apjával, Antal Márk matematikussal került Kolozsvárra, itt már középiskolás korában a Napkelet munkatársa. Aktivista-futurista verseit Dienes László mint az „új világlelket kereső” ifjú költészet termékét mutatta be. Bécsi és párizsi tanulmányai során, majd budapesti letelepedése után is a Korunk munkatársa.
Fülledt fiatalság c. regényrészlete a Korunkban jelent meg 1930-ban. Művelődéstörténeti cikkei a proletár-művészet kérdéseit elemezték. Tevékenyen részt vett a KMP illegális munkájában mint a baloldali írócsoport tagja, a népfront egyik szervezője, a 100%, Társadalmi Szemle, a Gondolat munkatársa és az illegális Front és Kommunista szerkesztője. 1937-ben bebörtönözték, a börtönből 1942-ben büntetőszázaddal a keleti frontra vitték, tífuszban halt meg. Művei: Verseskönyv (Becsky Andorral, Kolozsvár, 1923); Szüzesség. Két lélek története (Kolozsvár, 1928).
1934. április 18-án Budapesten, a Terézvárosban házasságot kötött Sporn Ilonával, Sporn Lajos és Panet Záli lányával.